# Наречие в немецком языке
Наречие в немецком языке — это часть речи, обозначающая признак действия или признак признака.

## Группы наречий
Существует множество способов классификации наречий, однако наиболее частым считается классификация по семантическому признаку.
- Наречия времени: gleich, jetzt, sofort, früh, bald, spät, heute, morgen, übermorgen, gestern, vorgestern, noch, schon.
- Наречия последовательности: zuerst, vorher, dann, danach, später, früher, zuletzt, nachher, schließlich.
- Наречия места и направления: geradeaus, überall, nirgendwo, vorwärts, rückwärts, seitlich, hier, dort, drinnen, draußen, rechts, links, vorne, hinten, unten, oben.
- Наречия частоты и периодичности: immer, oft, häufig, meistens, manchmal, regelmäßig, gewöhnlich, selten, wieder.
- Наречия меры и степени: viel, wenig, wenigstens, genug, alles, fast, kaum, so.
- Наречия утверждения и отрицания: ja, nein, nicht, gar nicht, überhaupt nicht.
- Отрицательные наречия: niemals, nie, nirgendwo.
- Наречия причины и цели: darum, deshalb, deswegen, dazu.
- Наречия образа действия: gut, schlecht, schnell, richtig, gern.
- Наречия модальные:
  - оценочные: leider, umsonst, vergeblich, hoffentlich.
  - усилительные: sehr, zu, ganz, besonders, sogar, auch, noch, schon, nur.
  - вероятности: vielleicht, wahrscheinlich, vermutlich, bestimmt, sicher, natürlich, wirklich.

## Степени сравнения
Подобно прилагательным, наречия (обычно образа действия) могут изменяться по степеням сравнения. Позитивная степень — неизменная (стандартная) форма наречия. Сравнительная степень — обозначает относительно более сильно выраженную интенсивность свойства наречия. Превосходная степень — обозначает непревзойдённые свойства, выражаемые наречием. Изменение формы наречия происходит по принципу прилагательного. Также имеются исключения из правила (наречия, для сравнительной степени использующие другие корни).
| Позитивная степень | Сравнительная степень | Превосходная степень |
| ------------------ | --------------------- | -------------------- |
| schnell            | schneller             | am schnellsten       |
| früh               | früher                | am frühesten         |
| gern               | lieber                | am liebsten          |
| viel               | mehr                  | am meisten           |

## Словообразование наречий
Наречия непродуктивны в словообразовательном отношении относительно именных частей речи. Главные словообразовательные средства — суффиксы и полусуффиксы (-dings, -ens, -halb(en, er), -(er)lei, -lich, -lings, -mal, -mals, -maßen, -s, -seits, -wärts, -weg, -wegen, -weise, -willen). Редко встречаются полупрефиксы (allzu-, höchst-).